# کومافوس
کومافوس (به انگلیسی: Coumaphos) با فرمول شیمیایی C۱۴H۱۶ClO۵PS یک ترکیب شیمیایی با شناسه پاب‌کم ۲۸۷۱ است. که جرم مولی آن ۳۶۲٫۷۷ g/mol می‌باشد. 